# La Vela Puerca
La Vela Puerca es una banda uruguaya de rock formada el 24 de diciembre de 1995, integrada por Sebastián Teysera, alias el Enano (voz); Nicolás Mandril Lieutier (bajo); Sebastián Cebolla Cebreiro (voz); José Pepe Canedo (batería); Rafael Di Bello (guitarra); Santiago Butler (guitarra); Carlos Coli Quijano (saxo); Alejandro Piccone (trompeta) y Diego Méndez (teclados). Lucas De Azevedo fue baterista de la banda hasta mitad del 2004, cuando tuvo que abandonar la banda debido a problemas de salud.
Protagonista de la camada del nuevo rock uruguayo de la segunda mitad de los noventa, es actualmente una de las agrupaciones de su país con mayor convocatoria. Fue una de las pioneras en proyectarse para públicos internacionales.

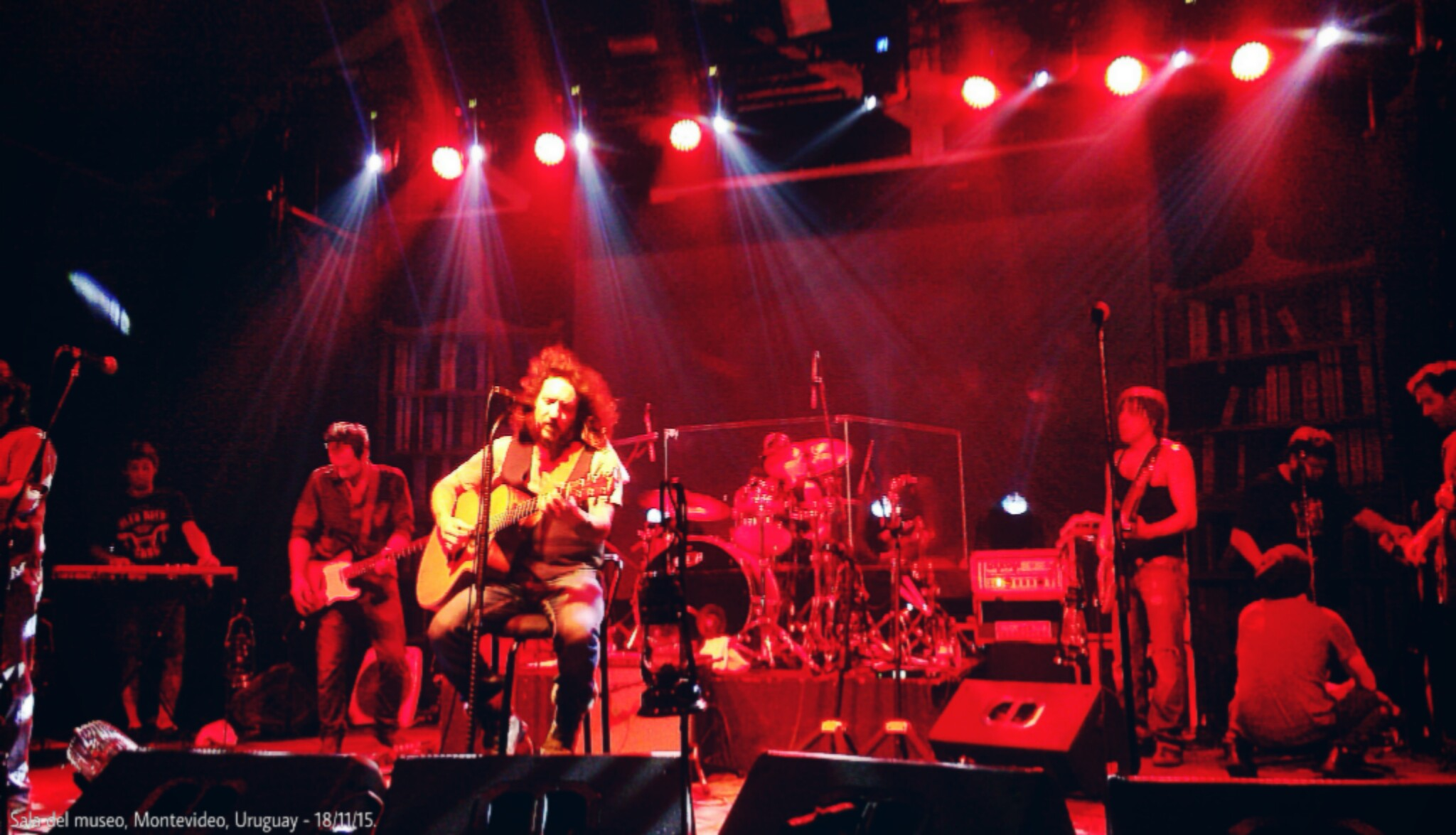
La Vela Puerca en el Sala del Museo del Carnaval, Montevideo, Uruguay en noviembre de 2015.

## Historia

### 1995-2000: inicios yDeskarado
El primer recital de La Vela Puerca se realizó el 24 de diciembre de 1995, fuera del bar El Tigre (en Montevideo); el recital fue grabado íntegramente por un amigo de la banda. Con ese video se presentaron al concurso Generación 96 organizado por el programa Control remoto de Canal 10. Consiguieron el primer lugar en el concurso, logrando como premio una guitarra, un amplificador y 80 horas de grabación para su primer disco.
De esa manera, en 1998, editaron Deskarado, su álbum debut, producido artísticamente por Claudio Taddei. El disco se convirtió rápidamente en disco de oro en Uruguay. Las canciones del trabajo pueden catalogarse dentro del rock latino, con elementos de punk rock y ska mezclados con folclore uruguayo. Aparecen aquí canciones que se volverían clásicos de la banda, como Vuelan palos, Alta magia o Mi semilla. Esta última canción fue la que hizo que el productor Gustavo Santaolalla se interesara en la propuesta de La Vela y los invitara a unirse a Surco, sello discográfico subsidiario de Universal, para relanzar en varios países del exterior su álbum debut y trabajar con ellos en sus futuros discos.
En 1999 se consolidan como una de las bandas con mayor convocatoria de su país. Reeditan el disco Deskarado con el nombre de La Vela Puerca, mismo nombre que el que tenía la banda (y sigue teniendo). A fines de ese año realizan una actuación en el Teatro de Verano ante cinco mil personas. Al año siguiente realizan su primera gira por Argentina. Además, ese año realizan espectáculos con otras bandas como Bersuit Vergarabat y Los Fabulosos Cadillacs.

### 2001-2006:De bichos y floresyA contraluz

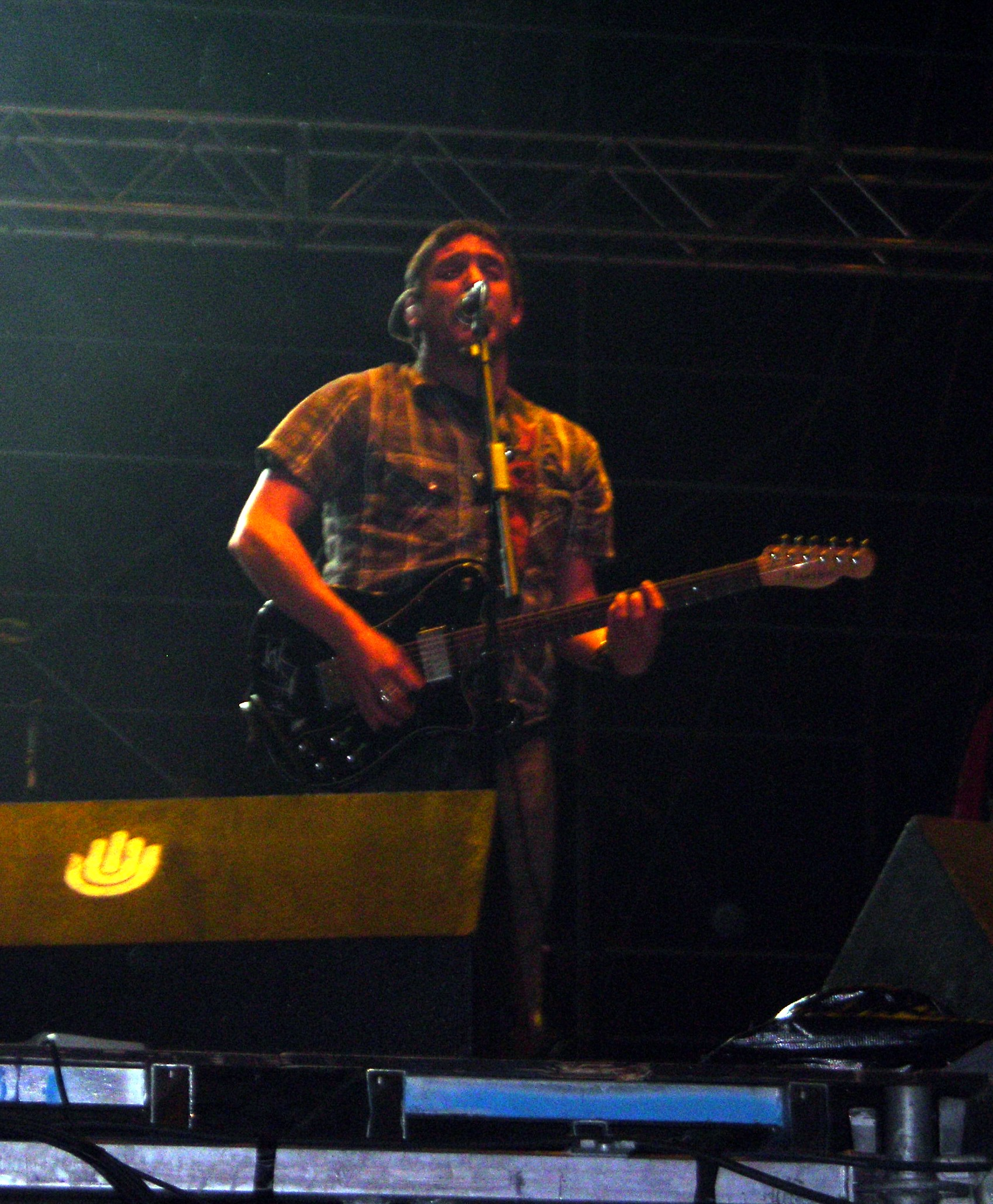
Sebastián Teysera durante un concierto de La Vela en el Extremúsika, en 2008.

En 2001 la banda editó De bichos y flores, su segundo disco. El estilo musical continúa los pasos de su álbum debut, con un sonido mejorado. Trae en su lista de canciones algunos grandes hits como José sabía, Por la ciudad y El viejo. Fue un éxito de ventas, llegando a ser disco de oro rápidamente. El año 2002 estuvo repleto de shows, muchos de ellos multitudinarios, como los dos realizados en el Teatro de Verano de Montevideo, los llenos en el Cemento de Buenos Aires o el realizado a fin de año en el Parque Rodó. También realizaron una gira por México. En 2003 fueron sus primeras giras por Europa.
El tercer álbum del grupo se editó a finales de 2004, bajo el nombre A contraluz., el cual recibió excelentes críticas y reafirmó su arrastre en el público argentino. Los mismos miembros de La Vela han señalado a este como su «disco bisagra», ya que si bien contiene canciones similares a las de sus anteriores trabajos (Llenos de magia, Caldo precoz o Escobas), muestra en otras (Va a escampar, En el limbo, Clarobscuro) algunos indicios de un sonido más oscuro, lo cual se acentuaría en los próximos álbumes. En este disco se menciona la canción Zafar, uno de los máximos hits y un himno de la banda.
En 2005 y 2006 realizan varios recitales, algunos muy masivos, incluyendo dos en el Velódromo Municipal de Montevideo, tres en el Estadio Obras Sanitarias y uno en el Luna Park, confirmando el ascenso de su popularidad en Argentina.

### 2007-2013:El impulsoyPiel y hueso
El 20 de abril de 2007 sacan a la venta El impulso, su cuarto álbum de estudio. Luego de que sus dos anteriores trabajos fueran producidos por Gustavo Santaolalla, en este caso la producción estuvo a cargo de Juan Campodónico. Este álbum marcó un quiebre definitivo con los primeros álbumes, ya que aquí abandonan por completo el reggae y el ska, y adoptan un formato más íntimo y más punk rock. Fue presentado en septiembre en el Velódromo de Montevideo y en el Estadio Ferrocarril Oeste de Buenos Aires.
En 2009 y 2010 realizaron giras por Uruguay, España, Alemania y Argentina presentando su CD-DVD, Normalmente anormal, el primer DVD de la banda. Editado en diciembre de 2009, incluyó un documental con la historia del grupo, entrevistas y shows. Además, la edición fue acompañada por dos discos con 16 temas en vivo (grabados en Buenos Aires en 2007 y en Montevideo en 2008) y 5 tracks inéditos, canciones nuevas y otras que quedaron afuera de álbumes anteriores. La banda decidió sacar esta producción bajo el alero de su propio sello: Mi Semilla Records.
En octubre de 2011 publican un álbum doble titulado Piel y hueso. El primer disco consta de doce canciones con un estilo que mezcla ska, punk y rock, con estribillos que suenan fuerte con muchos vientos; el segundo disco tiene seis canciones en formato más tranquilo, acústico, en el que se destacan los arreglos de cuerdas. El disco fue presentado con dos shows en el Teatro de Verano y en el Estadio G.E.B.A. de Buenos Aires.
Durante 2013 presentaron un EP titulado Pasaje salvo, sólo disponible para internet, y una edición limitada de Piel y hueso en formato vinilo.
En agosto de 2013 realizaron tres espectáculos en el Luna Park. A partir de su grabación se edita el DVD Uno para todos, que salió a la venta en julio de 2014. En menos de un mes consiguió ser disco de platino en Uruguay.

### 2014-2017:Érase...
A fines de 2014 editan su más reciente álbum de estudio, Érase.... Fue presentado en 2015 en el Velódromo de Montevideo y en el Luna Park de Buenos Aires.
Posteriormente La Vela Puerca realizó una gira conmemorativa por sus 20 años de carrera, que incluyó varios países de América y Europa.
Los integrantes de la banda fueron declarados ciudadanos ilustres de la ciudad de Montevideo el 18 de noviembre de 2016 previo a su show por los 20 años en el Velódromo de Montevideo
La banda festejó los veinte años en Uruguay en el Velódromo de Montevideo, el 19 de noviembre de 2016. Repasaron todos sus discos e invitaron a músicos y personas que formaron parte de sus carreras al escenario. Tales como Emiliano Brancciari de No Te Va Gustar o Pablo Tate, Ernesto Tabarez, Lucas de Azevedo (el primer baterista oficial de la banda), Andrés Betancur (gaita) y los guitarristas de Alfredo Zitarrosa.

### 2018-2021:Destilar
Luego en 2018 sacan su séptimo disco Destilar fue presentado el 10 de agosto en la Ciudad de Córdoba, el 20 de octubre en el Velódromo Municipal de Montevideo y el 3 de noviembre en el Club Ciudad de Buenos Aires.

## Integrantes

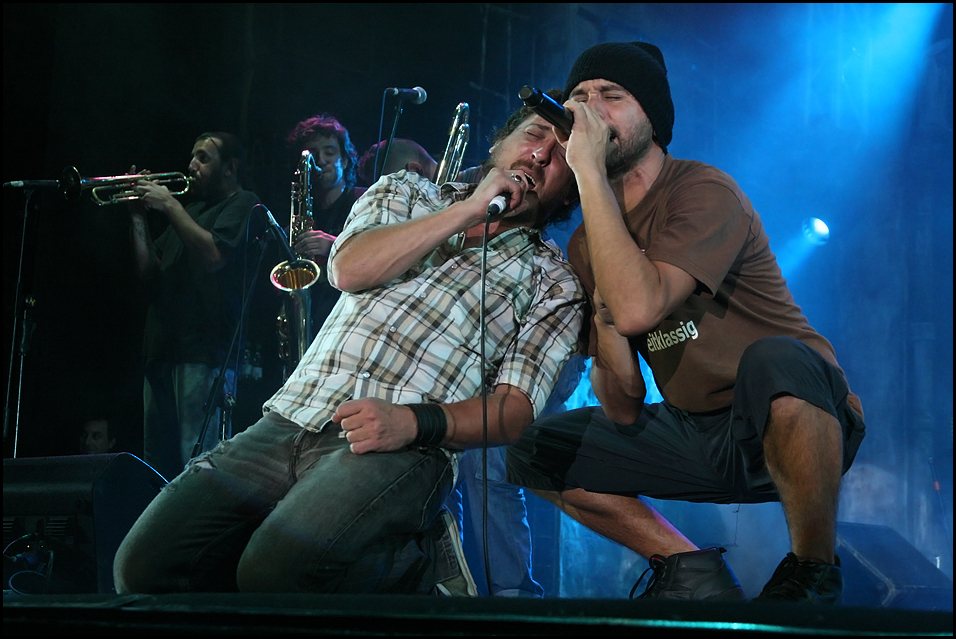
La Vela Puerca en 2008

### Miembros
- Sebastián "Enano" Teysera - primera voz, ocasionalmente armónica, teclado, percusión y guitarra eléctrica y acústica (1995-presente), batería (1995-1996)
- Sebastián "Cebolla" Cebreiro - segunda voz, ocasionalmente guitarra acústica (1995-presente)
- Santiago "Santi" Butler - guitarra eléctrica (1995-presente)
- Rafael "Rafa" Di Bello - guitarra eléctrica y acústica (1995-presente)
- Nicolás "Mandril" Lieutier - bajo eléctrico (1995-presente)
- Carlos "Coli" Quijano - saxo (1995-presente)
- Alejandro "Ale" Piccone - trompeta (1998-presente)
- José "Pepe" Canedo (El Peyote Asesino, ex-La Tabaré) - batería (2004-presente)
- Diego Méndez (ex-Bufón) - teclados (2014-presente)

### Antiguos miembros
- Lucas De Azevedo (fallecido en 2022) - batería (1996-2004).

## Discografía

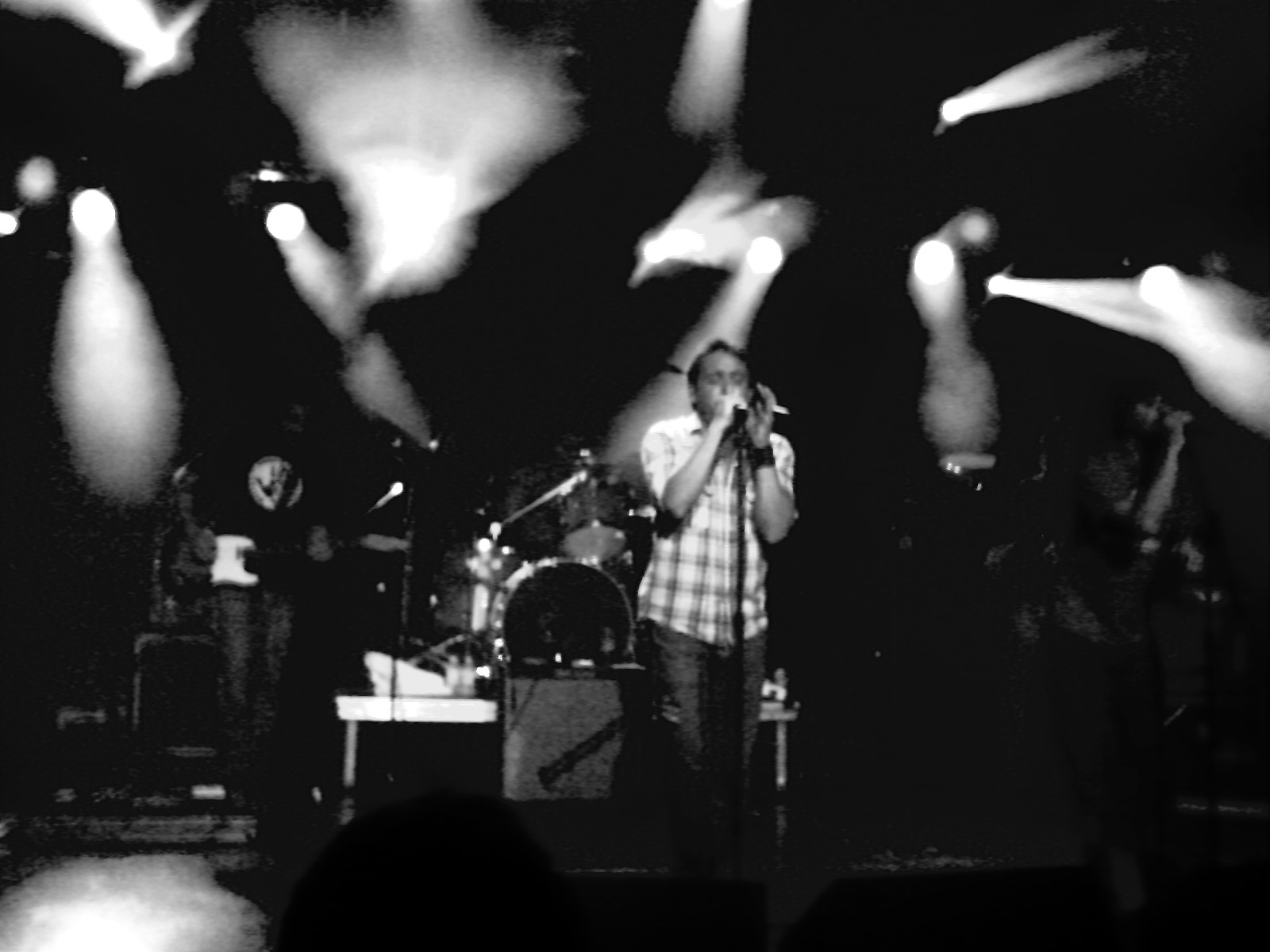
La Vela Puerca en la sala Razzmatazz de Barcelona en abril de 2008.

### Álbumes de estudio
- 1998: Deskarado
- 2001: De bichos y flores
- 2004: A contraluz
- 2007: El impulso
- 2011: Piel y hueso
- 2014: Érase...
- 2018: Destilar
- 2022: Discopático

### Singles & EP
- 2013: Pasaje salvo

### Álbumes en vivo
- 2009: Normalmente anormal
- 2014: Uno para todos
- 2017: 20 años: Festejar para sobrevivir
- 2024: Vivo A Contraluz (2004-2024)

### Pódcast
- 2024: Tenemos Jardín

## Premios y distinciones
Todos los discos del grupo recibieron disco de oro en Uruguay. Además, A contraluz recibió doble disco de platino, Normalmente anormal recibió un DVD de triple platino en su edición triple (CD+DVD) y disco de doble platino en su edición doble, Piel y hueso consiguió un disco de doble platino, Uno para todos recibió la distinción de disco de platino, lo mismo con Érase....
Han recibido numerosos Premios Graffiti, incluyendo: Artista del año (2003 y 2014), Mejor álbum en vivo (2010 por Normalmente anormal y 2015 por Uno para todos) y Mejor tema del año (2003 por El viejo y 2012 por La teoría).

## Videografía
| Año  | Video             | Álbum              |
| ---- | ----------------- | ------------------ |
| 1998 | Madre resistencia | Deskarado          |
| 1998 | Mi semilla        | Deskarado          |
| 1998 | Común cangrejo    | Deskarado          |
| 2001 | Por dentro        | De bichos y flores |
| 2001 | El viejo          | De bichos y flores |
| 2004 | De atar           | A contraluz        |
| 2005 | Zafar             | A contraluz        |
| 2005 | Un frasco         | A contraluz        |
| 2005 | Va a escampar     | A contraluz        |
| 2007 | Frágil            | El impulso         |
| 2007 | El "Señor"        | El impulso         |
| 2012 | Se le va          | Piel y hueso       |
| 2012 | Sobre la sien     | Piel y hueso       |
| 2013 | Solo un paredón   | Piel y hueso       |
| 2014 | ¿Ves?             | Érase...           |
| 2015 | Canción para uno  | Érase...           |
| 2016 | Mi tensión        | Érase...           |
| 2018 | La nube           | Destilar           |
| 2018 | Mi diablo         | Destilar           |
| 2019 | Casi todo         | Destilar           |
| 2022 | La pastilla       | Discopático        |
| 2022 | Tormenta          | Discopático        |
| 2024 | No sé             | Discopático        |